# Susanne Wasum-Rainer
Dr. Susanne Wasum-Rainer es un diplomática alemana. Es embajadora en París de 2012.
Wasum nació en Maguncia, actual Alemania. En 1986 inició su carrera en la diplomacia.